# Otava (Insel)
Otava [ˈɔtɑvɑ] ist eine Insel im Schärenmeer vor der Südwestküste Finnlands. Sie liegt etwa sechs Kilometer Luftlinie westlich der Stadt Naantali, zu welcher sie verwaltungsmäßig gehört. Bis 2008 war Otava zwischen den Gemeinden Merimasku und Rymättylä geteilt. Das Kirchdorf von Merimasku liegt am Nordende, dasjenige von Rymättylä im Süden der Insel. Außerdem liegen auf Otava die Dörfer Hellemaa, Poikko, Kauppila, Maskulainen, Heinänen und Röölä.
Mit einer Fläche von 105 km² ist Otava die fünftgrößte Insel in den finnischen Ostseegewässern und nach Kimitoön die zweitgrößte im Schärenmeer. Die wichtigsten Nachbarinseln sind Luonnonmaa im Osten und Airismaa im Süden. Im Westen liegt eine offene Meerfläche zwischen Otava und Velkua. Im Norden ist die Insel nur durch einen schmalen Sund vom Festland getrennt. Otava ist über zwei Brücken erreichbar.